# Norbert Robers

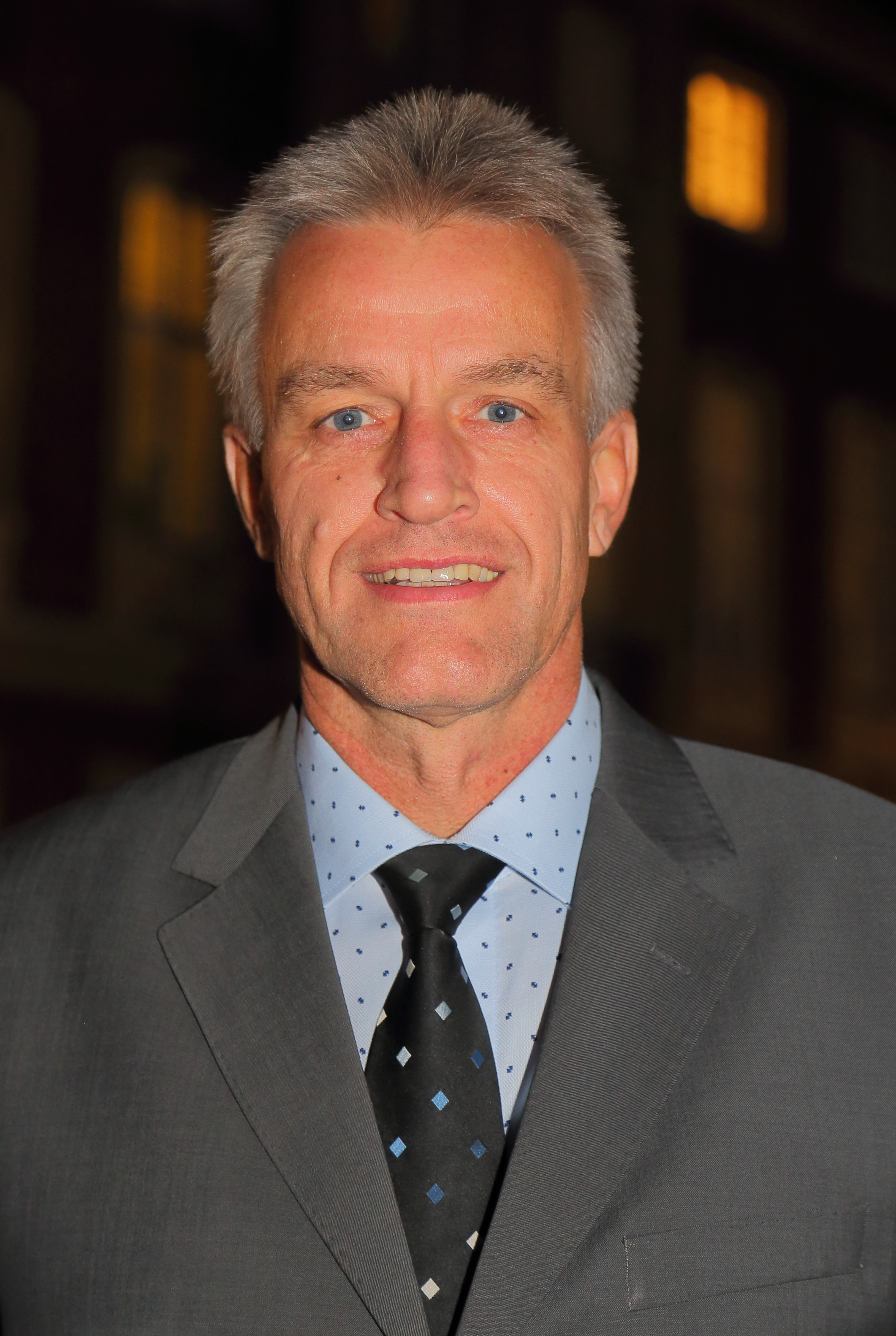
Norbert Robers (2016)

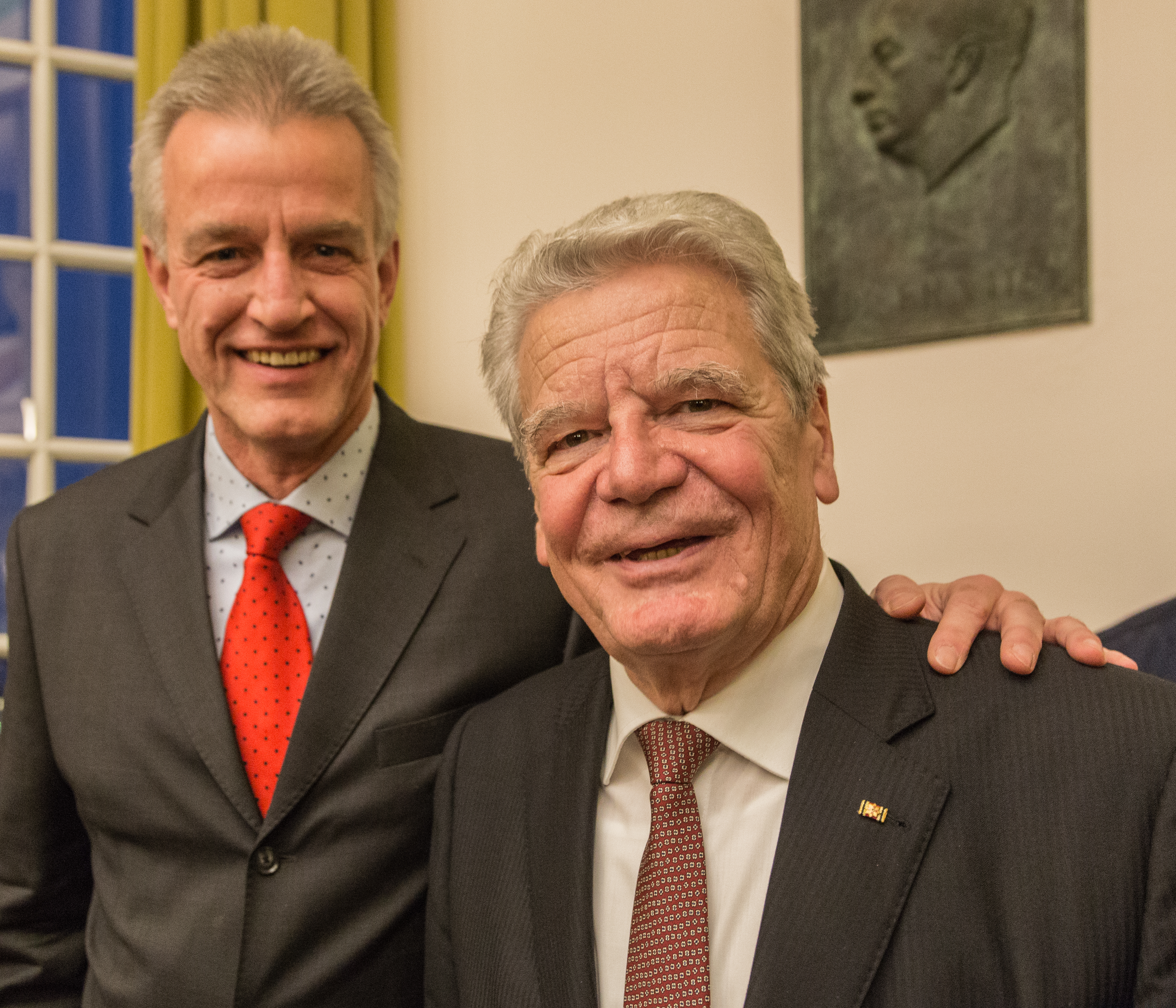
Norbert Robers 2017 mit Joachim Gauck nach dessen Ehrenpromotion in der Aula der Universität Münster

Norbert Robers (* 14. Dezember 1962 in Rheine) ist ein deutscher Journalist.

## Werdegang
Nach dem Abitur am Johann-Conrad-Schlaun-Gymnasium in Münster studierte Norbert Robers von 1982 bis 1988 Anglistik und Romanistik an der Universität Münster mit dem Abschluss Magister Artium. Er absolvierte bei den Westfälischen Nachrichten in Münster ein Volontariat.
Als Redakteur war er von 1991 bis 1999 für die Welt am Sonntag und das Nachrichtenmagazin Focus tätig. In dieser Zeit beschäftigte er sich vorrangig mit der Arbeit der Behörde des Bundesbeauftragten für die Unterlagen des Staatssicherheitsdienstes der ehemaligen Deutschen Demokratischen Republik und deren Leiter Joachim Gauck. Dabei stellte er fest, dass über Gauck noch keine Biografie vorlag. Mit Zustimmung und Unterstützung Gaucks veröffentlichte Robers dann im Jahr 2000 die erste Biografie über den Leiter der Stasi-Unterlagen-Behörde. Nach dessen Wahl zum Bundespräsidenten im März 2012 ließ er unter dem Titel Joachim Gauck. Vom Pastor zum Präsidenten eine aktualisierte Neuauflage folgen.
Robers, der 1999 nach Münster zurückgekehrt war und dort drei Jahre lang die Lokalredaktion Münster der Westfälischen Nachrichten leitete, arbeitete anschließend als Redakteur und stellvertretender Chefredakteur für den Weser-Kurier, die Nordwest-Zeitung sowie von 2008 bis 2009 kurzzeitig für die Westdeutsche Allgemeine Zeitung. Fünf Jahre arbeitete Robers als EU-Korrespondent in Brüssel. Seit dem 1. Oktober 2009 ist er Pressesprecher der Universität Münster.
Norbert Robers ist verheiratet und hat zwei Töchter.

## Schriften
- Joachim Gauck. Vom Pastor zum Präsidenten (Biografie), 1. Auflage Henschel Berlin 2000, 2. Auflage Verlag Koehler & Amelang, Leipzig 2012, ISBN 978-3-7338-0388-9.
- Annas Trauerspiel, Aschendorff Verlag, Münster 2023, 176 S., ISBN 978-3-402-24983-3.
- als Herausgeber: Agrarland Deutschland. Strukturen - Akteure - Positionen. Aschendorff Verlag, Münster 2024, 154 S., ISBN 978-3-402-25048-8.